# Krzysztof Mróz (lutnik)
Krzysztof Mróz (ur. 1953 w Radkowie) – polski lutnik. Ukończył Technikum Budowy Instrumentów Lutniczych w Nowym Targu, od 1980 roku prowadzi własną pracownię. Laureat konkursów branżowych, z których najistotniejszy to Międzynarodowy Konkurs Lutniczy im. Henryka Wieniawskiego w Poznaniu, na którym zdobył I oraz III nagrodę i Złoty Medal w 1996 roku.